# 平松圭子
平松 圭子（ひらまつ けいこ、11月11日 - ）は、中京圏を拠点に活動するローカルタレント。愛知県名古屋市出身。愛知淑徳短期大学文学部国文学科卒業。身長151cm。血液型A型。既婚。

## 来歴
短大在学時からテレビタレントセンター（TTC）に通い、1982年4月にCBCラジオ『土曜天国 〜歌謡曲電話リクエスト〜』の中継担当でラジオデビュー。同年10月にスタートした『今夜もシャララ ぽっぷるfeeling』で初のラジオパーソナリティを経験した。
かつては名古屋タレントビューローに所属していたが、同社が一度解散してから設立されたNTBの公式サイト内のタレントリストには名を連ねておらず、以後の活動内容も不明。

## 人物
- 本人曰く「圭子」という名前は、誕生日の11月11日の「十一十一」を縦に並べたら「圭」という字になるので、そこから名付けられたとのことである。
- 趣味は華道、リース作り。中学生の頃はクラブ活動でソフトテニスをやっていた。

## 出演

### テレビ番組
- ジュニア大全科（NHK名古屋放送局）[1]
- Why?Why?好奇心（中京テレビ）
- 月間TVマガジン（岐阜テレビ）
- コケコッコー（名古屋テレビ）
- おやすみニュースワイド（CBCテレビ）

### ラジオ番組
- 土曜天国 〜歌謡曲電話リクエスト〜（CBCラジオ）[1]
- 小堀勝啓のわ!Wide とにかく今夜がパラダイス（CBCラジオ）[1]
- 今夜もシャララ ぽっぷるfeeling （CBCラジオ）
- とびっきりNiGHT （東海ラジオ）[1]
- どんどん土曜大放送（東海ラジオ）[1]
- ビヒダス・レディオ・ハイスクール（FM Aichi）[1]
- 重盛啓之の元気!MoriMori （CBCラジオ）
- サークルKテレホンボード150リクエスツ（FM Aichi）
- 小堀勝啓の心にブギウギ! （CBCラジオ）
- ごごイチ（CBCラジオ）
- 神田豐瑞の一話入魂（CBCラジオ）

### CM
- ナゴヤハウジングセンター植田会場（ナレーター）